# Kościół Chrystusa Króla w Grabowcu
Kościół Chrystusa Króla w Grabowcu – filialna świątynia katolicka w Grabowcu, należąca do parafii św. Wojciecha w Złotorii. Wzniesiono ją jako kościół ewangelicki.
Kościół wzniesiono w 1922 dla parafii ewangelickiej liczącej ponad 1000 wiernych zamieszkujących miejscowości: Grabowiec, Kopanino i Silno, która znajdowała się w strukturach superintendentury (diecezji) toruńskiej Ewangelickiego Kościoła Unijnego.
Po II wojnie światowej i opuszczeniu tych terenów przez ludność ewangelicką kościół przejął na potrzeby kultu katolickiego i pierwszą mszę odprawił 29 marca 1948 ks. Stanisław Paluszyński i nadał mu wezwanie Najświętszego Serca Pana Jezusa. W 1967 bp Bernard Czapliński zmienił wezwanie świątyni na obecne. 12 października 1969 biskup ten dokonał konsekracji ołtarza.
W latach 2020–2021 kościół został odrestaurowany.